# 葉知恩
葉知恩（1999年10月13日—），出生於中國广东省，中國大陸女子偶像歌手，現為女子偶像團體AKB48 Team SH的一期生正式成員。同時亦為小分隊HOLIDAY GIRLS成員之一。

## 經歷

### 2018年
- 7月24日，获选为AKB48 Team SH的一期生[2]。
- 8月8日，正式加入AKB48 Team SH，成為AKB48 Team SH創團成員之一[3][4]。
- 10月27日，參與「杭州天貓亞洲偶像嘉年華AIF2018」，首次登台亮相[5]。
- 12月3日，參與團體出道發布會，在舞台上表演了《閃亮的幸運》、《LOVE TRIP》，並以AKB48 Team SH的成員正式出道[6][7][8]。

### 2019年
- 1月14日，入選AKB48 Team SH首張EP《初日》，首次進入EP選拔。
- 6月5日，入選AKB48 Team SH第二張EP《So long!》[9]。
- 7月6日，随团參與《全球中文音乐榜上榜》，並藉由歌曲《關於你》獲得第三名[10]。
- 7月29日，入選AKB48 Team SH第三張EP《衝吧！少女們》[11]。
- 8月24日，隨團參與「AKB48 Group亞洲盛典 上海站」[12]。
- 11月23日，參與AKB48 Team SH 1週年紀念演唱會「365天持續的愛戀」[13]。
- 12月31日，參與東方衛視舉辦的《梦圆东方·2019东方卫视跨年盛典》[14]。

### 2020年
- 1月23日，随团參與CCTV-3《2020東西南北賀新春》[15][16]。
- 4月9日，與毛唯嘉、沈瑩合作演唱的動畫《麻辣女配》片頭曲《Action!》發行[17]。
- 6月7日，首次參與AKB48 Team SH 1st Stage「縮略圖」公演[18]，與施可妍、譚珺兮、鄒若男、宋欣然演唱公演分組曲《心碎的鏡子》，并擔任中心位。
- 6月28日，随团參與CCTV-4《環球綜藝秀》[19]。
- 7月11日，随团與苑曉東在東方衛視《媽媽咪呀》合作表演[20][21]。
- 7月25日，入選AKB48 Team SH 9月28日发行的第四張EP主打曲《迎向未來的風》選拔成員[22][23]。
- 8月8日，在BW 2020舞台第四張EP主打曲《迎向未來的風》初彼露[24]。
- 11月28日，參與AKB48 Team SH 2週年紀念演唱會「發現光芒的痕跡」，並在「AKB48 Team SH第五張EP選拔總選舉」上最終排名獲得第6名，入選AKB48 Team SH第五張EP《藉口而已Maybe》選拔成員[25]。

### 2021年
- 1月8日，电子刊STARBOX young《AKB48 Team SH - 葉知恩：星空》發行[26][27]。
- 2月10日，與劉念參與了NHK電台第一頻道的广播节目[28][29]。
- 4月30日，與「第36屆三麗鷗明星人氣評選」合作，为「小麥粉精靈」应援[30]。
- 5月14日，與桂楚楚及毛唯嘉演唱的AKB48 Team SH第四張EP《迎向未來的風》收錄分組曲《糖果》PV正式發布[31]。
- 6月27日，AKB48 Team SH首支原創曲《千秋令》在「AKB48 Group亞洲盛典ONLINE」初披露[32]並擔任中心成員。
- 8月1日，首次參與AKB48 Team SH 2nd Stage「戀愛禁止條例」公演[33]。
- 8月10日，在嗶哩嗶哩的AKB48 Team SH夏日限定月「TSH電池榜總榜」获最終排名第一名，擔任分組曲《拉鏈》的中心位[34]及獲得官方特制直播活動《苺飽TIME》。
- 10月12日，在嗶哩嗶哩個人直播間舉行了第一期《苺飽TIME》 生日SOLO CON。
- 11月20日，參與AKB48 Team SH 3週年紀念演唱會「全力以赴舞台」[35]。
- 11月21日，在上海靜安區體育中心體育館舉行的第二屆元氣嘉年華「全力以赴的舞台」－第一屆猜拳大會中，入選第7張EP《大聲鑽石》的選拔成員之一[35][36]。
- 12月31日，參與「AKB48TSHappy New Year 2022」 跨年特別演出，至此完成《縮略圖》全部16首曲目表演[註 1]。

### 2022年
- 1月16日，Respirese《逆鏡飛鳥 自在共塵》電子刊發售[37]。
- 1月25日，在嗶哩嗶哩個人直播間舉行了第八期《苺飽TIME Last》，為官方特制直播活動《苺飽TIME》的最後一期。
- 3月14日，首次形象授權版畫發售[38][39]。
- 6月3日，與毛唯嘉、沈瑩擔任电影《遇见你之后》推广大使[40]。
- 7月31日，隨團參與由東方衛視主辦的第三屆上海五五購物節全球大直播，並表演主題曲《嗨購上海》[41]。
- 8月12日，入選AKB48 Team SH 發行的第八張EP主打曲《马尾与发圈》選拔成員[42]。
- 8月19日，與桂楚楚及朱苓演唱的《拉鏈》PV正式發佈[43]。
- 9月12日，以訊飛音樂旗下的3人小分隊「HOLIDAY GIRLS」成員出道[44][45]。
- 12月10日，隨團參與AKB48 Team SH線上演唱會暨四週年活動「Four你心中的歌」，並在四週年活動頒獎禮上以48Group歌曲人氣歌曲NO.6《格子花紋》推薦者入選AKB48 Team SH第9張EP《傷感列車》的選拔成員。同日，小分隊HOLIDAY GIRLS首次表演首支單曲《Holiday Girls》。

### 2023年
- 1月24日，隨團參與由澳門旅遊局舉辦的「兔躍盛世 歡樂春節2023年農曆新年花車匯演」開幕式表演[46]。
- 4月8日，入選AKB48 TeamSH第10張EP《久違的唇彩》選拔成員[47]。
- 6月28日，參與卡萨帝音乐艺术生活节演出[48]。

## 人物
- 自我介紹為「一点甜，两点酷，三颗草莓gulugulu...bang！真真！」；
- 最喜歡的食物為草苺，最不能接受的食物為茼蒿、內臟及洋蔥等[49]；
- 性格外冷內熱、擁有填題困難的人[49]；
- AKB48集團內的偶像為板野友美；與周念琪、毛唯嘉、AKB48 Team TP的成員劉曉晴為好友[49]。

## 參演歌曲

### AKB48 Team SH EP
| #    | 發行日期       | 標題               | 參與歌曲名稱              | MV | 備註                      |
| ---- | -------------- | ------------------ | ------------------------- | -- | ------------------------- |
| 1st  | 2019年1月14日  | 《初日》           | 初日                      |    |                           |
| 1st  | 2019年1月14日  | 《初日》           | LOVE TRIP                 | ★  |                           |
| 1st  | 2019年1月14日  | 《初日》           | 閃亮的幸運                |    |                           |
| 2nd  | 2019年6月10日  | 《So long!》       | So long!                  |    |                           |
| 2nd  | 2019年6月10日  | 《So long!》       | 關於你                    |    |                           |
| 3rd  | 2019年7月29日  | 《衝吧！少女們》   | 衝吧！少女們              | ★  |                           |
| 3rd  | 2019年7月29日  | 《衝吧！少女們》   | 試著思考愛的意義          |    |                           |
| 3rd  | 2019年7月29日  | 《衝吧！少女們》   | Baby! Baby! Baby!         |    |                           |
| 3rd  | 2019年7月29日  | 《衝吧！少女們》   | NO WAY MAN                | ★  |                           |
| 4th  | 2020年9月5日   | 《迎向未來的風》   | 迎向未來的風              | ★  |                           |
| 4th  | 2020年9月5日   | 《迎向未來的風》   | 為何銀河如此明亮          |    |                           |
| 4th  | 2020年9月5日   | 《迎向未來的風》   | 糖果                      | ★  | 與桂楚楚、毛唯嘉          |
| 5th  | 2021年4月2日   | 《藉口而已Maybe》  | 藉口而已Maybe             | ★  |                           |
| 6th  | 2021年9月30日  | 《千秋令》         | 千秋令                    | ★  | 首次擔任中心成員          |
| 6th  | 2021年9月30日  | 《千秋令》         | RIVER                     |    |                           |
| 7th  | 2022年4月1日   | 《大聲鑽石》       | 大聲鑽石                  | ★  |                           |
| 7th  | 2022年4月1日   | 《大聲鑽石》       | Get you!                  |    | 與毛唯嘉為雙中心成員      |
| 7th  | 2022年4月1日   | 《大聲鑽石》       | 昔日的運動鞋              |    |                           |
| 8th  | 2022年9月30日  | 《馬尾與髮圈》     | 馬尾與髮圈                | ★  |                           |
| 8th  | 2022年9月30日  | 《馬尾與髮圈》     | UZA                       |    |                           |
| 8th  | 2022年9月30日  | 《馬尾與髮圈》     | 拉鏈                      | ★  | 為中心成員 與桂楚楚、朱苓 |
| 9th  | 2023年3月31日  | 《傷感列車》       | 傷感列車                  | ★  |                           |
| 9th  | 2023年3月31日  | 《傷感列車》       | High tension（嗨翻天）    |    |                           |
| 10th | 2023年12月31日 | 《久違的唇彩》     | 久違的唇彩                | ★  |                           |
| 10th | 2023年12月31日 | 《久違的唇彩》     | 拉布拉多尋回犬            |    |                           |
| 10th | 2023年12月31日 | 《久違的唇彩》     | 制服真礙事                |    |                           |
| 10th | 2023年12月31日 | 《久違的唇彩》     | Flying Get                |    |                           |
| 11th | 2025年8月14日  | 《Oh my pumpkin!》 | Oh my pumpkin! (TSH ver.) | ★  |                           |
| 11th | 2025年8月14日  | 《Oh my pumpkin!》 | 蝶夢翩翩                  | ★  | 為中心成員                |
| 11th | 2025年8月14日  | 《Oh my pumpkin!》 | 海上列車                  | ★  |                           |

### AKB48 Team SH 專輯
| #   | 發行日期       | 專輯名稱            | 參與歌曲名稱 | MV | 備註       |
| --- | -------------- | ------------------- | ------------ | -- | ---------- |
| 1st | 2019年11月25日 | 《365天持續的愛戀》 | 持續的愛戀   | ★  |            |
| 1st | 2019年11月25日 | 《365天持續的愛戀》 | 我們不戰鬥   | ★  | 專輯主打曲 |

### 其他歌曲
AKB48 Team SH
| 發行日期       | 歌曲名稱       | 合作成員                             | MV | 備註                                                                   |
| -------------- | -------------- | ------------------------------------ | -- | ---------------------------------------------------------------------- |
| 2019年12月20日 | 《歌聲與微笑》 | 劉念、毛唯嘉、施可妍、吳安琪、朱苓   | ★  |                                                                        |
| 2020年2月5日   | 《光》         | 劉念、毛唯嘉、魏新、吳安琪、朱苓     | ★  |                                                                        |
| 2020年2月17日  | 《平凡英雄》   | 毛唯嘉                               | ★  | 騰訊視頻動漫「戰疫」公益歌曲                                           |
| 2020年3月23日  | 《為了誰》     | 團體                                 | ★  |                                                                        |
| 2020年4月9日   | 《Action!》    | 毛唯嘉、沈瑩                         | ★  | 動畫《麻辣女配》片頭曲                                                 |
| 2021年6月23日  | 《燎原》       | 桂楚楚、毛唯嘉、沈瑩、吳安琪、曾鷥淳 | ★  | “冲吧少女组合”名义 解放日报·上观新闻“建党百年”融媒体特别策划“百年之诗” |

### 劇場公演分組曲
| 公演名稱                                        | 參與歌曲名稱 | 備註                                        |
| ----------------------------------------------- | ------------ | ------------------------------------------- |
| AKB48 Team SH 1st Stage「縮略圖」               | 心碎的鏡子   | 為中心成員 與施可妍、譚珺兮、鄒若男、宋欣然 |
| AKB48 Team SH 2nd Stage「戀愛禁止條例」         | 心型病毒     | 與曾鷥淳、桂楚楚                            |
| AKB48 Team SH 3rd Stage「遇見你後，夏天開始了」 | 任性的流星   | 與桂楚楚                                    |

### 演唱會分組曲
| 名稱                                                               | 日期     | 參與歌曲名稱 | 備註                                        |
| 2019年                                                             | 2019年   | 2019年       | 2019年                                      |
| ------------------------------------------------------------------ | -------- | ------------ | ------------------------------------------- |
| AKB48 Team SH一週年紀念演唱會「365天持續的愛戀」                   | 11月23日 | 關於你       | 為中心成員 與施可妍、龚露雯、施藹倍、王俞然 |
| 2020年                                                             |          |              |                                             |
| AKB48 Team SH第一屆偶像嘉年華「發現光芒的痕跡」 －二週年紀念演唱會 | 11月28日 | Blue rose    | 與曾鷥淳、劉念、沈瑩                        |
| AKB48 Team SH第一屆偶像嘉年華「發現光芒的痕跡」 －二週年紀念演唱會 | 11月28日 | 糖果         | 與桂楚楚、毛唯嘉                            |
| AKB48 Team SH第一屆偶像嘉年華「發現光芒的痕跡」 －二週年紀念演唱會 | 11月28日 | 落幕         | 為中心成員 與施可妍、曾鷥淳、毛唯嘉         |
| 2021年                                                             |          |              |                                             |
| 「繁星閃爍」AKB48 Team SH巡回演唱會-珠海站                         | 7月4日   | 心碎的鏡子   | 為中心成員 與施可妍、施藹倍、宋欣然、張喬瑜 |
| AKB48 Team SH「我們的暑期作業」特別場                              | 8月27日  | 過錯         | 與毛唯嘉                                    |
| 「繁星閃爍」AKB48 Team SH巡回演唱會-宁波站                         | 9月20日  | 心碎的鏡子   | 與龔露雯、梁時安、施可妍、周念琪            |
| 「繁星閃爍」AKB48 Team SH巡回演唱會-邯鄲站                         | 10月10日 | 心碎的鏡子   | 為中心成員 與龔露雯、施可妍、宋欣然、周念琪 |
| AKB48 Team SH第二屆元氣嘉年華「全力以赴舞台」 －三週年紀念演唱會   | 11月20日 | 拉鏈         | 為中心成員 與桂楚楚、朱苓                   |
| AKB48 Team SH第二屆元氣嘉年華「全力以赴舞台」 －三週年紀念演唱會   | 11月20日 | 制服的抵抗   | 為中心成員 與施可妍、施藹倍                 |
| AKB48 Team SH第二屆元氣嘉年華「全力以赴舞台」 －第一屆猜拳大會     | 11月21日 | 黑天使       | 與劉念、沈瑩                                |
| 「AKB48 TSHappy New Year 2022」跨年特別演出                        | 12月31日 | 心型病毒     | 與毛唯嘉、周念琪                            |
| 「AKB48 TSHappy New Year 2022」跨年特別演出                        | 12月31日 | 法式麵包     | 與毛唯嘉、周念琪                            |
| 2022年                                                             |          |              |                                             |
| 「AKB48 Team SH 2022夏日季-閃耀舞台」特別演出                      | 8月28日  | 野蠻的求愛   | 與毛唯嘉、周念琪、朱景晨                    |
| AKB48 Team SH線上演唱會暨四週年活動頒獎禮「Four你心中的歌」        | 12月10日 | 魅夜蝶影     | 與毛唯嘉                                    |

## 影視作品

### 參與MV
| 發布日期      | 歌曲名稱        | 歌手      | 備註                   |
| ------------- | --------------- | --------- | ---------------------- |
| 2020年6月26日 | 《樂園Reunion》 | 狐妖Mikan | 與胡馨尹、沈瑩、曾鷥淳 |

### 紀錄片
| 上映日期      | 紀錄片名稱                  | 備註                              |
| ------------- | --------------------------- | --------------------------------- |
| 2020年7月11日 | 《沿途經過 皆為風景（上）》 | AKB48 Team SH《縮略圖》公演紀錄片 |
| 2020年7月12日 | 《沿途經過 皆為風景（下）》 | AKB48 Team SH《縮略圖》公演紀錄片 |

## 雜誌

### 電子刊
| 雜誌名稱        | 期數   | 主題                       | 備註                                             |
| 2020年          | 2020年 | 2020年                     | 2020年                                           |
| --------------- | ------ | -------------------------- | ------------------------------------------------ |
| BIGSHOTSNAP     | 7月    | 《Memories Of Summertime》 | 與桂楚楚、毛唯嘉、魏新合作                       |
| 2021年          |        |                            |                                                  |
| STARBOX young   | 1月    | 《星空》                   |                                                  |
| TheLUMEN        | 8月    | 《七夕寵愛特輯》           | 與桂楚楚、劉念、漸薔薇合作                       |
| 2022年          |        |                            |                                                  |
| Respires        | 1月    | 《逆境飛鳥 自在共塵》      | 與劉念、桂楚楚、朱苓、毛唯嘉、鄒若男、曾鷥淳合作 |
| 2023年          |        |                            |                                                  |
| 《X！Magazine》 | 不適用 | 《去成为你想成为的任何人》 | 與桂楚楚、李佳慧、刘念、邱笛尔、吴安琪、朱苓合作 |

## 外部連結
- 官網個人資料頁 （页面存档备份，存于）
- 葉知恩的新浪微博
- 葉知恩的Instagram帳戶
- 葉知恩的哔哩哔哩个人空间